# Друга київська гімназія
Друга київська гімназія — середній загальноосвітній заклад, заснований 1836 року в Києві.

## Історія
Новозаснована гімназія спершу розташовувалася у найманому приміщенні, але в 1854—1856 рр. для неї було споруджено власне приміщення — будинок у стилі пізнього класицизму за проєктом архітектора Павла Шлейфера.
Друга київська гімназія знаходилася поруч із Першою, на Бібіковському бульварі, № 18 (зараз Бульвар Тараса Шевченка).
На кінець XIX століття гімназія налічувала близько 700 учнів. На відміну від Першої гімназії, де вчилися переважно діти дворян, Друга київська гімназія від самого початку була розрахована на «різночинців», тому склад гімназистів був доволі строкатим як за соціальним станом, національністю, так і за віросповіданням. Почесним попечителем гімназії був відомий український підприємець і меценат Федір Терещенко.
У серпні 1917 року  у  будинку  була відкрита Друга українська гімназія ім. Кирило-Мефодієвського братства.

## Викладачі
Серед викладачів гімназії були такі видатні особистості, як історик, філософ, громадський діяч Михайло Драгоманов, педагог, журналіст, філолог та громадський діяч Володимир Науменко, біограф Тараса Шевченка Михайло Чалий, економіст Іван Вернадський, художники Сергій Алексєєв та Іван Сошенко, поет Микола Зеров, геолог Федір Швець, вчений і педагог, засновник Історичного товариства імені Нестора-Літописця Петро Лебединцев, письменниця і театральний діяч, донька Івана Карпенка-Карого Марія Іванівна Прохорова (Тобілевич-Кресан), математик Василь Сербулов, український і чеський філолог, музичний теоретик, композитор та музичний письменник Петр В'ячеслав Іванович.

## Випускники
Серед відомих випускників були дослідник Арктики Отто Шмідт, анатом і педагог Володимир Бец, мікробіолог, еколог і ґрунтознавець Сергій Виноградський, письменник і кіносценарист Лев Гольденвейзер, математик Олександр Кулішер, економіст Ісаак Левін, економіст і поет Павло Чубинський — автор слів національного гімну «Ще не вмерла Україна», історик-антикознавець Федір Мищенко, літератор і громадський діяч Максим Славинський, поет Семен Надсон, композитор Рейнгольд Глієр, художник Володимир Орловський, історик і педагог Микола Стороженко, філософ Густав Шпет, філолог і педагог Володимир Науменко, історики Дмитро Багалій та Никандр Молчановський, сходознавець і поет Агатангел Кримський (продовжив навчання в Колегії Павла Ґалаґана), інженер та вчений-гідродролог Микола Максимович, педагог та історик Олексій Андрієвський, історик та етнограф Микола Левченко, архітектор Василь Осьмак, історик і громадський діяч Лев Дейч, громадський діяч Іван Бохановський, хімік Олексій Бах, мовознавець Іван Шаровольський, учасники бою під Крутами Павло Кольченко та Микола Ганкевич, фізик Малиновський Андрій Едуардович, актор і педагог Василько Василь Степанович.